# Francesco Mantica (1727-1802)
Francesco Mantica (Roma, 14 de setembro de 1727 - Roma, 13 de abril de 1802) foi um cardeal italiano.

## Biografia
Nasceu em Roma em 14 de setembro de 1727. De uma família da nobreza baronial.
Estudou em Roma.
Entrou no estado eclesiástico. Chamberlain de honra do Papa Clemente XIII. Referendário prelado em 1758. Relator na SC do Bom Governo, 1760-1764. Nomeado cônego da basílica patriarcal da Libéria em 1762. Relator na Sacré Consulta , 1765-1766. Nomeado auditor civil do Cardeal Carlo Rezzonico, camerlengo da Santa Igreja Romana em 1766. Prelado doméstico de Sua Santidade em 1769. Nomeado clérigo da Câmara Apostólica em 1776; tornou-se seu decano em 1791. Prefeito da SC de Estradas e Águas a partir de 1785.
Ordenado (nenhuma informação encontrada).
Criado cardeal sacerdote no consistório de 23 de fevereiro de 1801; recebeu chapéu vermelho, 26 de fevereiro de 1801; e o título de S. Prisca, 20 de julho de 1801.
Morreu em Roma em 13 de abril de 1802. Exposto na igreja de S. Maria in Aracoeli, Roma, onde se realizou o funeral a 21 de abril de 1802; e enterrado na capela de sua família naquela igreja.